# Sentier metróállomás
A Sentier egy metróállomás Franciaországban, Párizsban a párizsi metró 3-as metróvonalán. Tulajdonosa és üzemeltetője a RATP.

## Metróvonalak
Az állomást az alábbi metróvonalak érintik:
- 3-as metróvonal

## Kapcsolódó állomások
A metróállomáshoz az alábbi állomások vannak a legközelebb:
- Bourse (Pont de Levallois - Bécon, 3-as metróvonal)
- Réaumur - Sébastopol (Gallieni, 3-as metróvonal)